# Nancowry (île)
Pour les articles homonymes, voir Nancowry.
Nancowry est une île de l'archipel des Nicobar dans le Golfe du Bengale. Elle constitue un tehsil (sous-district) du territoire indien des îles Andaman-et-Nicobar.

## Géographie
Nancowry, située dans le groupe des îles du centre, mesure 11,7 km de longueur et environ 7,5 km de largeur maximales pour une superficie de 67 km2. Elle est séparée de quelques centaines de mètres de l'île de Camorta.